# Caryophyllia japonica
Espèce
Caryophyllia japonica est une espèce de coraux appartenant à la famille des Caryophylliidae.